# Överstelöjtnant
Överstelöjtnant (förkortning: övlt) är en officer med grad mellan överste och major.

## Sverige
Överstelöjtnanter har kompetensnivå 3 i den svenska försvarsmakten. En överstelöjtnant med särskild tjänsteställning har dock kompetensnivå 2. Graden överstelöjtnant används inom Armén, Flygvapnet och Amfibiekåren. I Flottan motsvaras graden av kommendörkapten.
Graden och antalet officerare i graden är ett arv från tiden då Sverige hade ett invasionsförsvar bestående av runt 1000 bataljoner vilket krävde ett motsvarande antal majorer och överstelöjtnanter. Efter försvarsbeslutet 2009 har Sverige åtta bataljoner och ett överskott på 3000 officerare med majors grad och uppåt utan bataljonchefserfarenheter eller ens erfarenhet av att truppföra på kompanichefsnivå. Ett övervägande antal överstelöjtnanter arbetar därför med administration och en mycket liten del av dessa ansvarar för eller biträder den ansvarige med grundutbildningen av ett antal kompanier (3 till 4 stycken). 
I mars 2008 fanns det i Sverige 976 överstelöjtnanter.

### Gradbeteckningar
| Armén | Armén | Flygvapnet |
| Mössa | Krage | Axelklaff  |
| ----- | ----- | ---------- |
|       |       |            |

### Historik
En överstelöjtnant har ursprungligen varit ställföreträdande regementschef och överstens ställföreträdare. Under invasionsförsvarets dagar var, på de regementen som utbildade en bataljon, chefen för denna så kallade utbildningsbataljon, en överstelöjtnant. Även dennes ställföreträdare kunde vara överstelöjtnant (annars major). Under nedbantningen av invasionsförsvaret kunde i sällsynta fall livkompaniets chef ha denna grad. Chefer för utbildningskompanier (tillika på regementets fysiska byggnader) var normalt annars majorer och under 1950- och 1960-talen även kaptener. Ju mindre den svenska armén blev under perioden 1970-1995, desto större blev överskottet på högre officerare, förr benämnda regementsofficerare (major, överstelöjtnant, överste samt överste av 1:a graden). 
Under karolinertiden ansvarade överstelöjtnanten dessutom för en av regementets bataljoner under strid. Fram till 1980-talet var överstelöjtnant placerad som bataljonschef eller ställföreträdande brigadchef med ofta förekommande förbandsövningar på bataljons- och brigadnivå. På den tiden motsvarade graden i stort sett en amerikansk Major eller Lieutenant Colonel.